# Madriu-Perafita-Claror
Madriu-Perafita-Claror – dolina lodowcowa w wysokich partiach Pirenejów, położona w południowo-zachodniej części Andory, wpisana na listę światowego dziedzictwa UNESCO (na podstawie kryterium V). Wpis nastąpił w roku 2004, zaś dwa lata później rozszerzono nieznacznie strefę podlegającą ochronie. Jest to jedyny wpisany na listę obiekt na terytorium Andory.
Dolina jest oddzielona górami od pozostałej części kraju – przez wieki można było dostać się do niej jedynie pieszo, nie było warunków dla transportu kołowego. Jej całkowita powierzchnia wynosi niespełna 42,5 km². Pierwsi stali mieszkańcy pojawili się w niej ok. 750 lat temu. Powstały dwie niewielkie osady liczące łącznie 12 domów zbudowanych z granitu. Na skalnych tarasach wokół osiedli istniały pola, na których uprawiano pszenicę i żyto. W średniowieczu w wyżej położonych częściach uprawiano także winorośl. Wytapiano żelazo. Latem wypasano również owce. Dopiero ok. 50 lat temu obie osady straciły swój całoroczny charakter – obecnie zamieszkane są jedynie w sezonie letnim. 
Choć obecnie istnieją już techniczne możliwości wybudowania prowadzącej do doliny drogi przejezdnej dla samochodów, nie ma takich planów. Obecnie nieliczni mieszkańcy żyją głównie z turystyki i hodowli bydła.